# Litoria lesueurii
Litoria lesueurii é uma espécie de anfíbio anuro da família Hylidae. É considerada pouco preocupante pela Lista Vermelha da UICN. É encontrada na Austrália.